# Krista Kilvet
Krista Kilvet (* 31. Mai 1946 in Tallinn als Krista Kanter; † 21. Januar 2009 ebenda) war eine estnische Hörfunkjournalistin, Politikerin und Diplomatin.
Kilvet studierte an der Universität Tartu. Von 1967 bis 1990 arbeitete sie für Eesti Raadio, die öffentlich-rechtliche Hörfunkanstalt Estlands. Von 1989 bis 1999 gehörte sie dem Stadtrat von Tallinn an. Von 1992 bis 1999 war Kilver Abgeordnete im Riigikogu, dem estnischen Parlament.
Ab 1999 wurde sie für das Außenministerium tätig. Unter anderem war sie von 2002 bis 2003 Chargé d’Affaires (a. i.) in Irland. Danach arbeitete sie an der estnischen Botschaft in Bulgarien, wo sie von April 2006 bis Oktober 2007 Chargé d'Affaires (a. i.) war.
Im August 2008 wurde Kilvet zur estnischen Botschafterin in Norwegen ernannt. Sie war ebenfalls in Island akkreditiert. Bereits im Oktober trat sie aus gesundheitlichen Gründen von ihrem Amt als Botschafterin zurück.
Von 1970 bis 1990 war sie mit dem Schauspieler Kaarel Kilvet verheiratet, aus der Ehe gingen drei Töchter hervor.